# Lembidium nutans
Lembidium nutans är en bladmossart som först beskrevs av Hook.f. et Taylor, och fick sitt nu gällande namn av William Mitten och Alexander William Evans. Lembidium nutans ingår i släktet Lembidium och familjen Lepidoziaceae. Inga underarter finns listade i Catalogue of Life.